# Hiệp ước Hòa bình Nhân dân
Hiệp ước Hòa bình Nhân dân (tiếng Anh: People's Peace Treaty) do đại diện các tổ chức sinh viên Mỹ và Việt Nam phát triển vào tháng 12 năm 1970. Hiệp ước này là một phần trong nỗ lực hợp tác nhằm chấm dứt chiến tranh Việt Nam bằng cách vạch ra một số nguyên tắc mà tất cả các bên có thể đồng ý. Giới chính khách và truyền thông đều tán thành bản hiệp ước này bao gồm Eugene J. McCarthy, Daniel Berrigan, Phillip Berrigan, Noam Chomsky, Charles E. Goodell, I. F. Stone, George Wald, Erich Segal và Rock Hudson.

## Văn bản
Cần biết rằng hai dân tộc Mỹ và Việt Nam không phải là kẻ thù. Cuộc chiến được thực hiện dưới danh nghĩa nhân dân Mỹ và Việt Nam Cộng hòa nhưng không có sự đồng ý của chúng tôi. Nó tàn phá đất đai và con người Việt Nam. Nó làm cạn kiệt tài nguyên, tuổi trẻ và danh dự của nước Mỹ.

Chúng tôi đồng ý chấm dứt chiến tranh theo những điều kiện sau để nhân dân hai nước có thể sống trong niềm vui độc lập và có thể cống hiến hết mình để xây dựng một xã hội dựa trên sự bình đẳng của con người và tôn trọng Trái Đất. Khi từ chối chiến tranh, chúng tôi cũng từ chối mọi hình thức phân biệt chủng tộc và phân biệt đối xử chống lại mọi người dựa trên màu da, giai cấp, giới tính, nguồn gốc quốc gia và nhóm sắc tộc tạo thành nền tảng cho các chính sách chiến tranh, trong quá khứ và hiện tại, của chính phủ Hoa Kỳ.

1.  Người Mỹ đồng ý rút toàn bộ quân đội Mỹ ra khỏi Việt Nam ngay lập tức.
 
2.  Người Việt Nam cam kết rằng, ngay khi chính phủ Hoa Kỳ công bố ngày rút quân hoàn toàn, họ sẽ tiến hành thảo luận để bảo đảm trả tự do cho tất cả tù nhân Mỹ, kể cả các phi công bị bắt khi ném bom miền Bắc Việt Nam.
 
3.  Sẽ có lệnh ngừng bắn ngay lập tức giữa quân đội Mỹ và quân đội do Chính phủ Cách mạng Lâm thời miền Nam Việt Nam lãnh đạo.
 
4.  Họ sẽ tiến hành thảo luận về các thủ tục đảm bảo an toàn cho tất cả binh lính rút lui.
 
5.  Người Mỹ cam kết chấm dứt sự áp đặt chế độ Thiệu-Kỳ-Khiêm đối với người dân miền Nam Việt Nam để bảo đảm quyền tự quyết của họ và để tất cả tù nhân chính trị được trả tự do.
 
6.  Người Việt Nam cam kết thành lập Chính phủ liên hiệp lâm thời để tổ chức bầu cử dân chủ. Tất cả các bên đồng ý tôn trọng kết quả của cuộc bầu cử trong đó tất cả người dân miền Nam Việt Nam có thể tự do tham gia mà không có sự hiện diện của bất kỳ quân đội nước ngoài nào.
 
7.  Việt Nam Cộng hòa cam kết tham gia thảo luận về các thủ tục nhằm đảm bảo an toàn và tự do chính trị cho những người dân miền Nam đã cộng tác với Mỹ hoặc với chế độ được Mỹ hỗ trợ.
 
8.  Người Mỹ và người Việt Nam nhất trí tôn trọng độc lập, hòa bình và trung lập của Lào và Campuchia theo Hiệp định Genève năm 1954 và 1962, không can thiệp vào công việc nội bộ của hai nước này.

9.  Dựa trên những điểm nhất trí này, chúng tôi cam kết chấm dứt chiến tranh và giải quyết mọi vấn đề khác trên tinh thần tự quyết và tôn trọng lẫn nhau vì độc lập và tự do chính trị của nhân dân Việt Nam và Hoa Kỳ.

Bằng việc phê chuẩn thỏa thuận này, chúng tôi cam kết thực hiện bất kỳ hành động nào phù hợp để thực hiện các điều khoản của Hiệp ước hòa bình chung này và đảm bảo được chính phủ Hoa Kỳ chấp nhận.

Hội Sinh viên Quốc gia Việt Nam Cộng hòa

Hội Sinh viên Giải phóng miền Nam Việt Nam

Hội Sinh viên Việt Nam Dân chủ Cộng hòa

Hiệp hội Sinh viên Quốc gia 

Sài Gòn, Hà Nội và Paris, tháng 12 năm 1970

Ký tên:

Được Hội nghị Đại học Mới và Cuộc họp Phong trào Chicago thông qua, ngày 8 đến ngày 10 tháng 1 năm 1971